# Trasplantament de medul·la òssia
—El trasplantament de medul·la òssia o el trasplantament de cèl·lules mare hematopoètiques és un procediment mitjançant el qual s'intercanvia o trasplanta la medul·la òssia d'un pacient per una medul·la òssia nova, ja sigui provinent del mateix pacient (trasplantament autòleg) o d'una altra persona (trasplantament al·logènic).
Aquest trasplantament continua sent un procediment de risc amb moltes possibles complicacions; tradicionalment s'ha reservat per a pacients que pateixen malalties que amenacen la seva vida.
A tot el món l'any 2006 es van fer 50.417 trasplantaments d'aquest tipus. D'aquests 2.515 van ser autotrasplantaments i 21.516 al·logènics (de donants que eren familiars o d'altres donants). Les principals indicacions per aquests trasplantaments van ser malalties limfoproliferatives (54,5%) i leucèmia (33,8%).

## Història
Georges Mathé, un oncòleg francès, va realitzar el primer trasplantament de medul·la òssia l'any 1959 en cinc treballadors iugoslaus irradiats en un accident però tots aquests trasplantaments van ser rebutjats pels cossos dels trasplantats.
El primer metge a fer aquest trasplantament amb èxit en una malaltia no cancerosa va ser Robert A. Good el 1968.
A Catalunya i a tot l'Estat espanyol, el primer trasplantament de medul·la òssia va tenir lloc el 22 de maig de 1976 a l'Hospital de la Santa Creu i Sant Pau per part dels hematòlegs Andreu Domingo Albós i Josep Cubells. La pacient va ser una jove catalana de tretze anys amb leucèmia.

## Tipus d'empelt

### Autoempelt
Aquest tipus que també s'anomena autòleg, requereix l'extracció de cèl·lules mare hematopoètiques (HSC) del mateix pacient i emmagatzemar aquestes cèl·lules en un congelador. Aleshores el pacient és tractat amb quimioteràpia per erradicar les cèl·lules malignes. Les cèl·lules emmagatzemades es tornen a introduir en el pacient. Els trasplantaments autòlegs tenen l'avantatge d'un menor risc d'infecció durant la fase immunocompromesa del tractament, ja que la recuperació de la funció immunitària és ràpida. A més són rars els rebuigs, ja que donant i receptor són el mateix individu. Aquests avantatges han fet l'autòleg com un dels estàndards per a tractaments de malalties com el limfoma. Tanmateix per altres condicions es prefereix el tractament al·logènic.

### Al·logènic
En el tractament al·logènic participen dues persones: el donant (saludable) i el receptor (pacient). Els donants al·logènics han de tenir un tipus de teixit (HLA) que coincideixi amb el del destinatari. La coincidència es decideix a partir de la variabilitat en tres o més loci del gen HLA, i es prefereix en aquests loci una parella ideal. Fins i tot si hi ha una bona coincidència en aquests al·lels crítics, el destinatari serà necessari que rebi medicaments immunosupressors per mitigar la malaltia de l'empelt contra l'hoste. Els donants de trasplantament al·logènic poden estar relacionats (en general un germà HLA compatible de prop), ser singènics (uns bessons monozigòtics o idèntics del pacient —situació molt rara, ja que pocs pacients tenen un bessó idèntic, però que ofereix una font de cèl·lules mare perfectament compatible per HLA) o no estar relacionats (un donant que no és parent del receptor, però que té un grau molt a prop de la compatibilitat HLA). Els donants no relacionats es poden trobar a través d'un registre de donants de medul·la òssia.
La raça humana i l'etnicitat se sap que té un paper molt gran en el reclutament de donants, ja que els membres del mateix grup ètnic és més probable que tinguin gens coincidents, incloent els gens per HLA.

### Medul·la òssia

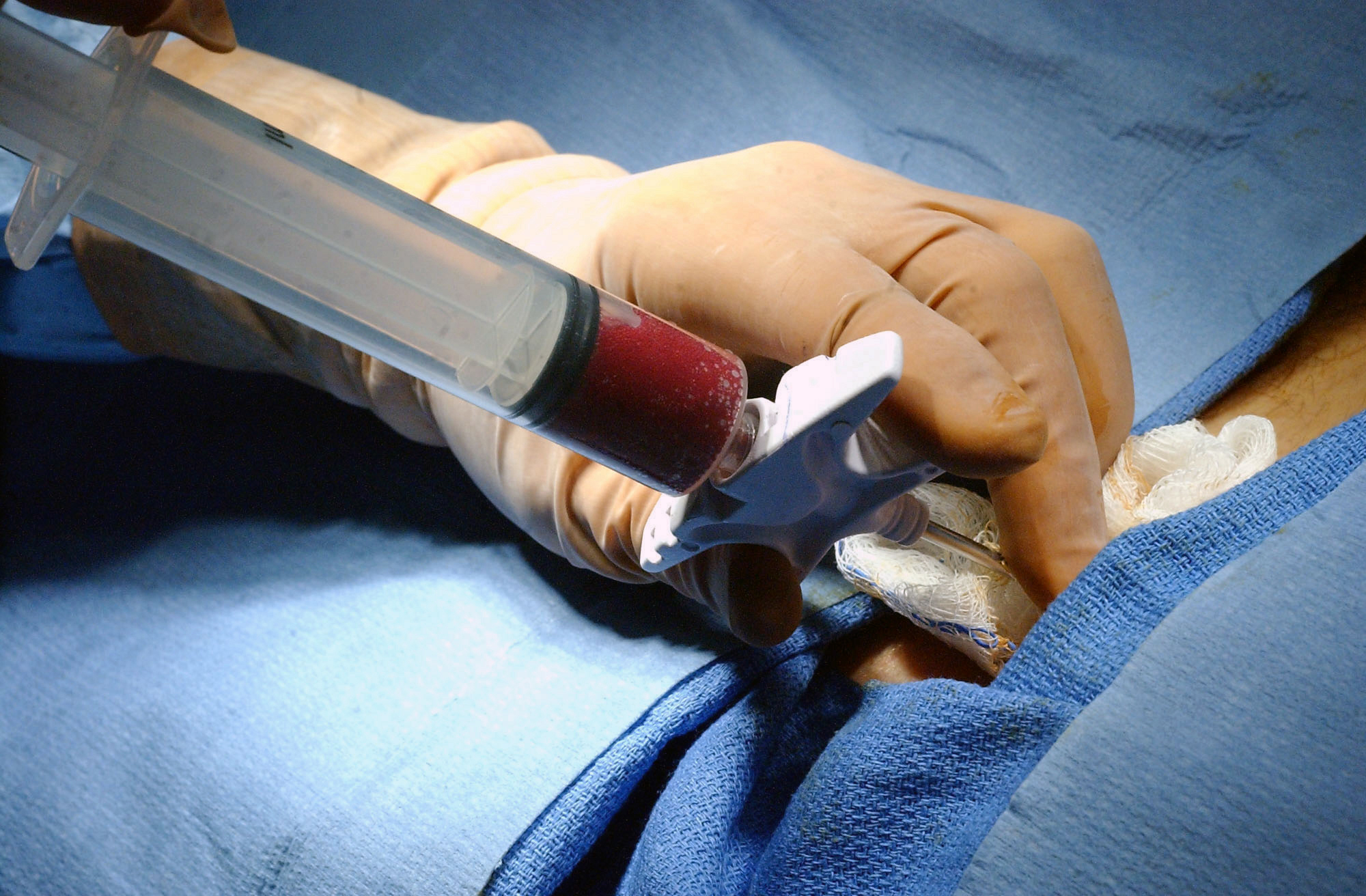
Recollida de medul·la òssia.